# Czesław Radwański
Czesław Radwański (ur. 6 września 1957 w Jurowcach) – polski hokeista. Wychowanek i wieloletni zawodnik Stali Sanok i STS Sanok. Trener i działacz hokejowy.
Ojciec Macieja (ur. 1978) i Michała (ur. 1980), także hokeistów.

## Kariera
- Stal Sanok (1973-1988, z przerwami)
- STS Sanok (1991-1993)

Jako uczeń Szkoły Podstawowej nr 4 w Sanoku uczestniczył w szkolnym turnieju hokeja na lodzie, gdzie jego talent wypatrzył trener Edward Pilszak. Został wychowankiem klubu Stal Sanok. Był trenowany przez Stefana Tarapackiego. Jako jeden z nielicznych zawodników II-ligowych uzyskał pierwszą klasę sportową, przyznaną przez Polski Związek Hokeja na Lodzie. W sezonie 1975/1976 Stal Sanok odniosła historyczny sukces w roku 30-lecia historii klubu, wygrywając II ligę Grupę Południową i uzyskując awans do I ligi, najwyższej polskiej klasy rozgrywkowej. W zwycięskiej edycji II ligi wraz z nim w pierwszym ataku drużyny występowali Jan Paszkiewicz i Tadeusz Garb. W sezonie II ligi 1981/1982 w meczu 29 listopada 1981 zdobył siedem goli w meczu z Chemikiem Kędzierzyn-Koźle w Sanoku (wynik meczu 26:1). W połowie 1984 decyzją Wydziału Szkolenia PZHL za swoje wyniki w sezonie 1983/1984 otrzymał I klasę sportową. W sezonie 1986/1987 był najlepszym strzelcem drużyny i pierwszym w klasyfikacji kanadyjskiej (40 punktów za 23 gole i 17 asyst). W 1988 przerwał karierę. Przez 2,5 roku przebywał w USA. Po powrocie nadal występował w Stali Sanok i był jednym z założycieli jego kontynuatora, STS Sanok, w tym zasiadł w zarządzie nowego klubu. Po trzech latach ponownej przerwy znów wznowił karierę. W sezonie 1991/1992 II ligi wywalczył z zespołem awans do I ligi.
Był jedynym zawodnikiem sanockiego klubu, który dwukrotnie awansował z zespołem do I ligi oraz zagrał w historycznie pierwszym sezonie I ligi 1976/1977 oraz po 16 latach w drugim sezonie 1992/1993; jednocześnie zdobył pierwszego gola dla drużyny z Sanoka 8 września 1992. Następnie strzelił gola także w drugim meczu w Sanoku z mistrzem Polski Unią Oświęcim (1:3) i w trzecim wygranym w Toruniu 1:6. Po sezonie w 1993 zakończył karierę. W edycji ligi 1993/1994 był asystentem trenera Władimira Mielenczuka.
Był reprezentantem Polski do lat 17 (podczas turnieju mistrzostw Europy juniorów w Ostrawie), do lat 18, do lat 19 1976 (turniej w Czechosłowacji) i do lat 20 (podczas turnieju mistrzostw świata). Był kadrowiczem kadry Polski młodzieżowców, powoływany w grudniu 1975 (w kontrolnym spotkaniu w Nowym Targu zdobył gola w wygranym przez kadrę meczu z ŁKS Łódź, pokonując bramkarza Walerego Kosyla, w czerwcu 1976 w Giżycku, kadrowiczem kadry do lat 20 oraz seniorskiej drugiej kadry Polski (wraz z nim inny zawodnik drużyny, Jan Paszkiewicz).
Po zakończeniu kariery hokejowej był dwukrotnie trenerem sanockiego klubu 1994–1995 (STS Sanok) i 2002–2003 (KH Sanok). Od 1995 był asystentem trenera Władimira Katajewa. W strukturze kontynuatora STS, Sanockim Klubie Hokejowym (SKH) był trenerem grup młodzieżowych oraz zasiadał w zarządzie. W 2002 był w komitecie założycielskim stowarzyszenia Klub Hokejowy Sanok. 
29 kwietnia 1998 otrzymał Nagrodę Miasta Sanoka I stopnia za rok 1997 w dziedzinie sportu i turystyki za duży wkład w pracy wychowawczej, instruktorskiej z młodzieżą, jak również wysokie osiągnięcia w pracy trenerskiej hokeistów.
Bez powodzenia ubiegał się o mandat Rady Miasta Sanoka w wyborach samorządowych z 1998 startując z listy Samorządowego Komitetu Wyborczego Ziemi Sanockiej, a w wyborach samorządowych 2002 kandydując z listy Komitet Wyborczy Stowarzyszenia Ruch Samorządowy Ziemi Sanockiej.

## Sukcesy
Klubowe
- Awans do I ligi: 1975/1976 ze Stalą Sanok, 1991/1992 z STS Sanok